# 长青水库
长青水库位于中国广东省廉江市长山镇和青平镇之间，故而得名，是以灌溉为主，兼有防洪、养殖等功能的大（二）型水库。
长青水库可通过渠道输水至仙人域水库，并进而通过干渠灌溉青平镇、车板镇的耕地。